# Dardo Cúneo
Dardo Enrique Cúneo (Buenos Aires, 14 de febrero de 1914–14 de abril de 2011) fue un escritor, ensayista y poeta, historiador, político y diplomático argentino. Su trayectoria cruza la historia argentina y latinoamericana del siglo XX. 
Inició su carrera como periodista en los años 30, profesión que compatibilizó con la militancia política en el Partido Socialista. 
Desde su posición crítica con las posturas de la dirección del partido fue uno de los líderes de una corriente renovadora del socialismo argentino. Proscrito y encarcelado durante el Gobierno de Juan Domingo Perón, su búsqueda de una oposición al peronismo con argumentos distintos a los de los partidos de la derecha le valieron la expulsión del Partido Socialista. 
En 1952 fundó la corriente Acción Socialista, que articuló a relevantes miembros de las juventudes socialistas y del movimiento estudiantil universitario. Sin perder su identificación con el socialismo, Cúneo se integró en un movimiento extrapartidario creado para impulsar la candidatura de Arturo Frondizi a la presidencia de la República.
Durante los primeros años del Gobierno de Frondizi (1958-1962), como parte del grupo más cercano al presidente, Cúneo ejerció como Secretario de Prensa – portavoz de la Presidencia y como representante argentino en la Organización de Estados Americanos (OEA), en Washington.
Su labor como escritor y ensayista, con una larga lista de títulos –entre los que destacan Sarmiento y Unamuno, Juan B. Justo y las luchas sociales en la Argentina, El desencuentro argentino o Comportamiento y crisis de la clase empresaria–, fue reconocida con tres períodos como presidente de la Sociedad Argentina de Escritores (1971-73, 1980-82 y 1982-84).
Durante la presidencia de Raúl Alfonsín, Dardo Cúneo fue nombrado director de la Biblioteca Nacional.
En 1985 recibió el Premio de Honor de la Sociedad Argentina de Escritores (SADE) y en 1999 fue galardonado con el Premio a la Trayectoria del Fondo Nacional de las Artes. En 2009, la Biblioteca Nacional creó el Fondo Dardo Cúneo.
Dardo Cúneo falleció en Buenos Aires el 14 de abril de 2011.

## Reseña biográfica

### Orígenes, juventud, ideas
Enrique Dardo Cúneo nació el 14 de febrero de 1914 en la ciudad de Buenos Aires. Su madre, Josefa Penela, era descendiente de inmigrantes gallegos, mientras que su padre, Enrique Francisco Cúneo, de italianos. Su abuelo paterno había llegado de Génova con 14 años y se había convertido en herrero.
De su padre, obrero gráfico que llegó a ser jefe de imprenta del diario La Prensa y encargado de instalar algunas de las primeras máquinas rotativas del país, heredó la vocación periodística.
En la sala de máquinas del diario, donde pasó largas horas de su infancia y adolescencia, Dardo Cúneo se familiarizó con las bobinas de papel, la tinta y las linotipias. También con el ideario socialista que, al igual que en Europa, era moneda corriente entre impresores y tipógrafos.
En la Escuela Superior de Comercio Carlos Pellegrini colaboró en los periódicos El martillo y Mercurio, y en 1932 inició su militancia en el ala izquierda del Partido Socialista, a la vez que trabajaba como periodista en Última hora, precursora de Crítica. 

### En la Guerra Civil Española
Los acontecimientos desencadenados tras la victoria del Frente Popular en España en febrero de 1936, llevaron a Dardo Cúneo –que contaba entonces con 22 años– a embarcarse hacia la España republicana. El golpe militar del 18 de julio lo sorprendió en alta mar. Su primera crónica para el diario Crítica, enviada desde Dakar, narraba el motín de los tripulantes del buque Santo Tomé, rebelados contra las intenciones de los oficiales franquistas de desembarcar en aguas canarias, en manos de los nacionales. El título del artículo era “Un camarero republicano tomó el mando del barco español Santo Tomé”.
“El capitán estaba interesado en llegar a Las Palmas. Los tripulantes se reunieron y consideraron desfavorable para sus propias vidas el propósito de aquel. Pensaban que en Las Palmas, dominada por la insurrección, serían posiblemente detenidos por su condición de obreros que acababan de telegrafiar al presidente del Consejo de Gobierno de Madrid, poniéndose incondicionalmente a sus órdenes. Fue entonces cuando resolvieron sublevarse. (...) Los delegados subieron al puente de comando forzando al capitán a variar el rumbo (...) Desde ese momento, se comenzó a ejercer el poder obrero. El verdadero capitán resultaba ser Gustavo Noriega, que seguía desempeñándose en su puesto de mozo de comedor, pero, a cada momento, debía abandonarlo para subir al puente de comando, donde estaba, en realidad, su puesto”.
Los tripulantes, en pleno ejercicio del “poder obrero”, llevaron el Santo Tomé a Valencia, en manos republicanas. Desde allí, Cúneo viajó en tren hasta Madrid. Años después, en su ensayo La inocencia de España recreó sus primeras impresiones de la capital española a las pocas semanas del golpe:
“Madrid era –sí que lo era– toda una fiesta. Su primer heroísmo tenía cara despreocupadamente alegre, tenía voz festiva, tenía paso desinhibido y arrogante. Toda la ciudad era un único barrio que estallaba en liberadas soberbias populares. Los ciegos recitaban tantas veces o más El testamento de mi suegra, un recientísimo himno proletario. Lo escucho en una esquina de Cuatro Caminos, mientras el mono bailarín es el único sobreviviente de los viejos estilos y el lazarillo reparte, con la variante de estar impreso en rojo: ‘Surge al viento / surge al viento / la victoria del pueblo español. / Ya está muerto / ya está muerto / fascio, clero y religión / y religión’. Un aire, si no viento, triunfal alentaba como un gran acto de inocencia. Parte de ese acto es el sacrilegio: una mañana, aparece el Niño Jesús de la Iglesia de San José expuesto en el atrio, sobre Alcalá, con esta leyenda: ‘Traicioné a los fascistas’”.
En Madrid, una carta de recomendación del histórico líder socialista argentino Mario Bravo le permitió conocer de primera mano a destacados miembros del socialismo español, como Julio Álvarez de Bayo, Francisco Largo Caballero, Indalecio Prieto, Luis Araquistáin, Julián Besteiro o Santiago Carrillo, que en ese momento era secretario general de las Juventudes Socialistas Unificadas. Su ofrecimiento para alistarse fue rechazado. Sus crónicas resultaban más útiles, fue lo que le dijeron.
Desde Madrid escribió artículos y crónicas para el diario Crítica de Buenos Aires y Claridad de Madrid. En su estadía en la capital conoció al poeta chileno Pablo Neruda y al escritor francés André Malraux, que lideraba una misión aérea enviada por el gobierno francés –la Escuadrilla España– en apoyo de la República. 
Cuando viajó a Portugal en 1937 para enviar sus crónicas a Argentina fue capturado por las fuerzas del dictador António de Oliveira Salazar y condenado al paredón de fusilamiento. Gracias a la intervención en el último momento de la Embajada Argentina fue perdonado y enviado como prisionero a Argentina en un buque de bandera alemana.   

### “El caso Cúneo”
A vuelta de España, Cúneo continuó con su militancia en el Partido Socialista y en 1938 se convirtió en secretario general de las Juventudes, cargo que conservó hasta 1941. El joven periodista se integró en una corriente que pretendía orientar al socialismo argentino –marcado por su origen europeo– hacia una visión acorde con la realidad argentina y americana. En su carrera ascendente en el partido, ejerció distintos cargos: secretario de la Comisión Nacional de Prensa, secretario de la Comisión Nacional Electoral y miembro del Comité Ejecutivo Nacional del Partido Socialista.

Su figura de intelectual socialista quedó definitivamente consolidada con la publicación en 1943 de la biografía del fundador del Partido Socialista, Juan B. Justo, en cuyo prólogo el entonces principal dirigente del partido, Nicolás Repetto, definía el trabajo de Cúneo como el “más completo y más serio de cuantos se han publicado hasta la fecha”. Un párrafo, aparecido en un folleto publicado en 1947 sobre el pensamiento de Justo, condensa la visión de Cúneo sobre la integración latinoamericana a través del socialismo:
La nacionalidad en esta América de raíz indígena y expresión hispana será realidad cuando las clases trabajadoras hayan ascendido, a través del socialismo, acompañando al socialismo y acompañándose de él, a la consciencia y ejercicio de sus intereses e ideales. La causa nacional, en nuestra América, es, fundamentalmente, causa del socialismo. (1947a: 33) 
En 1948 publicó otro de sus títulos fundamentales, Sarmiento y Unamuno, donde contrasta el pensamiento de estas dos figuras, en un trabajo, considerado tanto en Argentina como en España, fundamental para entender a estos dos personajes. Mientras tanto, fue candidato en dos ocasiones a diputado por la Capital Federal. 
No por nada es designado, por el voto de los afiliados, candidato a diputado por la Capital Federal en las elecciones de febrero de 1946, una candidatura que se renueva en las elecciones de abril de 1948. Su foto, con su mechón y los inevitables anteojos de carey, se había hecho familiar en la prensa partidaria. Cuando en 1949, con 35 años, pasa a integrar el Comité Ejecutivo Nacional (CEN), todos los observadores están de acuerdo en ver en él uno de los dirigentes con mayor futuro dentro del Partido Socialista.
Sin embargo, esa carrera dentro del partido no tardaría en torcerse. En los primeros años de la década de los 50, la brecha con la conducción del partido se hizo cada vez más grande. Cúneo consideraba que la dirigencia no había sabido leer los cambios sociológicos de las últimas décadas y se oponía especialmente a las tesis de Américo Ghioldi, que apostaba por enfrentarse al peronismo en alianza con las fuerzas políticas representativas de las clases oligárquicas y no hacerlo en función de un pensamiento socialista. Una posición que llevó a Ghioldi y a un amplio sector del socialismo a apoyar el bombardeo de la Plaza de Mayo en 1955, donde fueron masacrados 308 civiles, y la Revolución Libertadora, que acabó con el Gobierno de Perón. Este distanciamiento con el partido es reflejado por el historiador Felix Luna en el segundo tomo de Perón y su tiempo:
(…) Dardo Cúneo, que en general acompañaba las posiciones de [Julio V.] González, también recogería algo de sus preocupaciones dos años más tarde, al clamar que se distinguiera la oposición de los socialistas de “las señoras que se quejan porque no tienen servicio doméstico”, la actitud de los contras que odiaban a Perón por causas muy diferentes a las que debían a mover a un partido obrero como se consideraba el de la Casa del Pueblo. (…) .
La ruptura definitiva se produjo después de pasar varios meses preso, incomunicado en la Penitenciaría Nacional, en la actual Plaza de las Heras, sin defensa por parte de la conducción del partido.
(…) No fue ésta la única penuria que vivieron los socialistas en los meses que decimos: el “caso Cúneo” también aparejó fricciones y reproches en los ámbitos de la Casa del Pueblo. Era Dardo Cúneo uno de los dirigentes juveniles más activos, militante desde su adolescencia, con una relevante obra intelectual en su haber. Fue detenido después del golpe de Menéndez, como tantos de su partido y de otras fuerzas, permaneciendo desde entonces en la Penitenciaría Nacional.

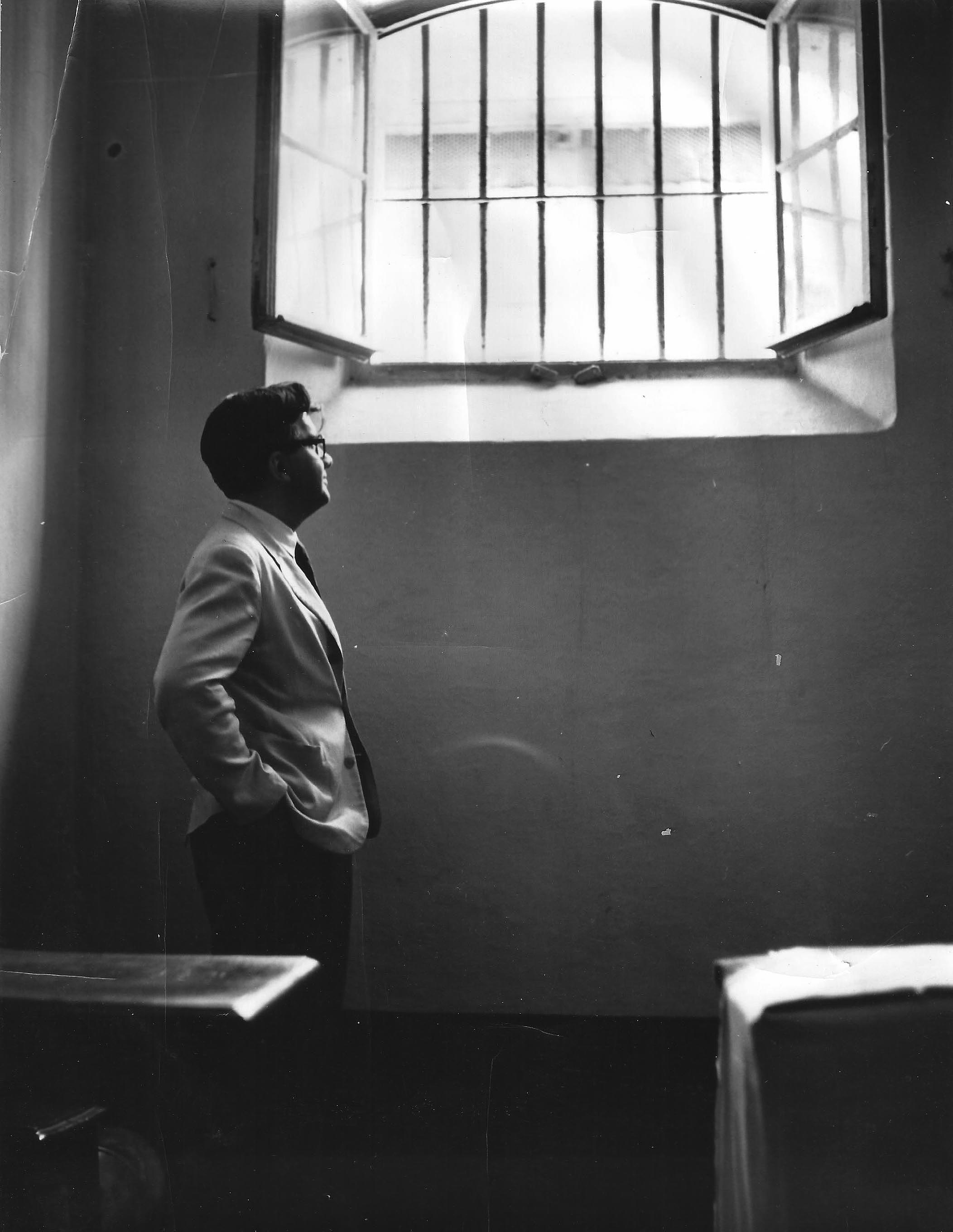
El político y escritor volvió poco después de la caída del Gobierno de Perón a la que fue su celda en la Penitenciaría Nacional, en la actual Plaza Las Heras de Buenos Aires.

Hacia finales de 1951, relata el historiador Felix Luna, una peritonitis colocó a su hijo Dardo al borde de la muerte. Según este historiador, Cúneo solicitó que el Comité Ejecutivo del Partido Socialista gestionara su libertad. “Fue rechazada: nada de pedidos a las autoridades”, cuenta Felix Luna. Ante la negativa del partido, la solicitud de libertad se dirigió directamente al Gobierno peronista. Según la versión de su hijo Dardo, las gestiones para la liberación no las realizó Cúneo sino su amigo Oriente Cavalleri, en ese momento secretario del Sindicato de Empleados de Comercio, afín al Gobierno peronista, que intercedió ante Ángel Borlenghi, un histórico líder sindical reconvertido en ministro del Interior de Perón. Tanto Cavalleri como Borlengui habían sido compañeros de Cúneo en las Juventudes Socialistas.
Después de visitar a su hijo en el hospital, acompañado por tres policías, Cúneo fue conducido ante Borlenghi en la Casa Rosada. Al final de la reunión, el ministro lo acompañó a una estancia donde lo esperaba el presidente Juan Domingo Perón. “¿Por qué somos enemigos si los dos somos socialistas?”, fue lo que dijo el general, según el relato de su hijo Dardo.
 

La liberación de Cúneo produjo malestar en las filas socialistas. Cúneo renunció al Comité Ejecutivo con estas palabras:
“Las directivas de nuestro Partido consistieron en luchar contra el peronismo, no sólo sin explicarlo en cuadro completo con respecto a sus causas generadoras, sino en alianza frecuente con esas causas. Combatimos el retoño de la demagogia en entendimiento, aproximación o pacto con la raíz tradicional de la clase conservadora argentina. No se reparó en pactar con la vieja infamia para combatir a la nueva, es morir junto a una y otra infamia...”.
Poco después, Cúneo fue expulsado definitivamente del partido con el voto mayoritario de los afiliados. 

Sin abandonar su posición opositora al régimen –al que calificaba de “demagógico”–, Cúneo fundó el periódico Acción Socialista, que poco después se convertiría en órgano de expresión de una corriente del mismo nombre, en el que “intentó marcar una diferencia entre su concepto de lucha antiperonista y la que se sustentaba la dirección de la Casa del Pueblo”, escribe Félix Luna. “La multitud argentina está en la calle. Con ella, nuestra esperanza”, escribía Cúneo en Acción Socialista definiendo claramente su postura. Al igual que en otro texto de 1953: “En el camino andado en derechos populares, hacia atrás ni un paso. Pero queremos dar muchos pasos más hacia adelante”. En el ensayo El intelectual como partido: Dardo Cúneo y la experiencia de Acción Socialista, el profesor Carlos Miguel Herrera, de la Universidad de Cergy-Pontoise (Francia), valora la experiencia de esta agrupación:
“El proyecto de Acción Socialista [...] representa uno de los intentos más originales de dar respuesta a la cuestión de una fuerza alternativa al Partido Socialista en esos años, sin buscar reproducir la forma partido, en un espacio dominado por el Partido Socialista y el Partido Comunista […] Por un lado, se mantiene claramente a gran distancia con respecto al peronismo, imaginando una suerte de tercera vía entre éste y el Partido Socialista. Por el otro, y tal vez más importante, intenta innovar en el tipo de construcción política posible, al menos en un primer momento. Como si cierta inteligencia táctica, unida a la relativa exigüidad de sus tropas, le permitiese observar que una nueva fuerza de izquierda no tiene posibilidades de existir de manera inmediata. Con un nombre menos conocido que el del viejo Dickmann para imantar disidencias, Cúneo buscará crear entonces un grupo político-intelectual que se asemeje al rol que jugaba la Sociedad Fabiana en Inglaterra de cara al Partido Laborista”.
En los primeros números del periódico Acción Socialista, la mayoría de los textos fueron escritos por Cúneo con la ayuda de su esposa, Fanny Speisky, y por muchos de los intelectuales más lúcidos de las juventudes socialistas. Pronto, la publicación se abrió a numerosos colaboradores de distintas procedencias, entre ellos, Moisés Lebenshon y Arturo Frondizi, que encabezaron los movimientos renovadores de la Unión Cívica Radical.
Abierta la discusión en 1958 sobre el futuro del socialismo argentino se presentaron dos alternativas: crear un nuevo partido socialista o integrarse como socialistas en un movimiento integrador de propuestas básicas para el país.
Cúneo optó por participar en la creación del nuevo movimiento, que empezó a aglutinarse en torno a la figura de Arturo Frondizi y la Unión Cívica Radical Intransigente (UCRI).
Guillermo Estévez Boero, que se había incorporado a Acción Socialista en 1954, trabajó durante años en la refundación de un nuevo partido socialista, algo que consiguió en 1972, con la creación del Partido Socialista Popular (PSP), formación que cosechó sus mejores resultados en la provincia de Santa Fe, donde ha gobernado durante largos años. Desde 1989, el PSP también ha gobernado en Rosario, la segunda ciudad del país. El 2002, el socialismo argentino se reunificó bajo el nombre de Partido Socialista.  

### Gobierno de Arturo Frondizi
El movimiento liderado por Frondizi encontró su base y su expresión en la revista semanal Qué!, clausurada en 1947 y relanzada en 1955. Dardo Cúneo participó en los equipos de dirección de sus diferentes etapas junto con Rogelio Frigerio y Narciso Machinandiarena. En sus páginas colaboraban, entre otros, intelectuales y políticos de diversas orientaciones como Vicente Fatone, Ernesto Sábato o Raúl Scalabrini Ortiz.
Ante las elecciones de 1958, Dardo Cúneo participó en la campaña electoral elaborando guías prácticas con conceptos e instrumentos programáticos elaborados en el Centro de Estudios Nacionales para la difusión mediática y orientar el accionar de los dirigentes y los militantes. La visión de buscar una tercera vía entre el peronismo y el antiperonismo fue clave en la victoria de la UCRI: tras largas negociaciones con Juan Domingo Perón en el exilio, el general terminó pidiendo el voto para la fórmula Frondizi-Gómez.

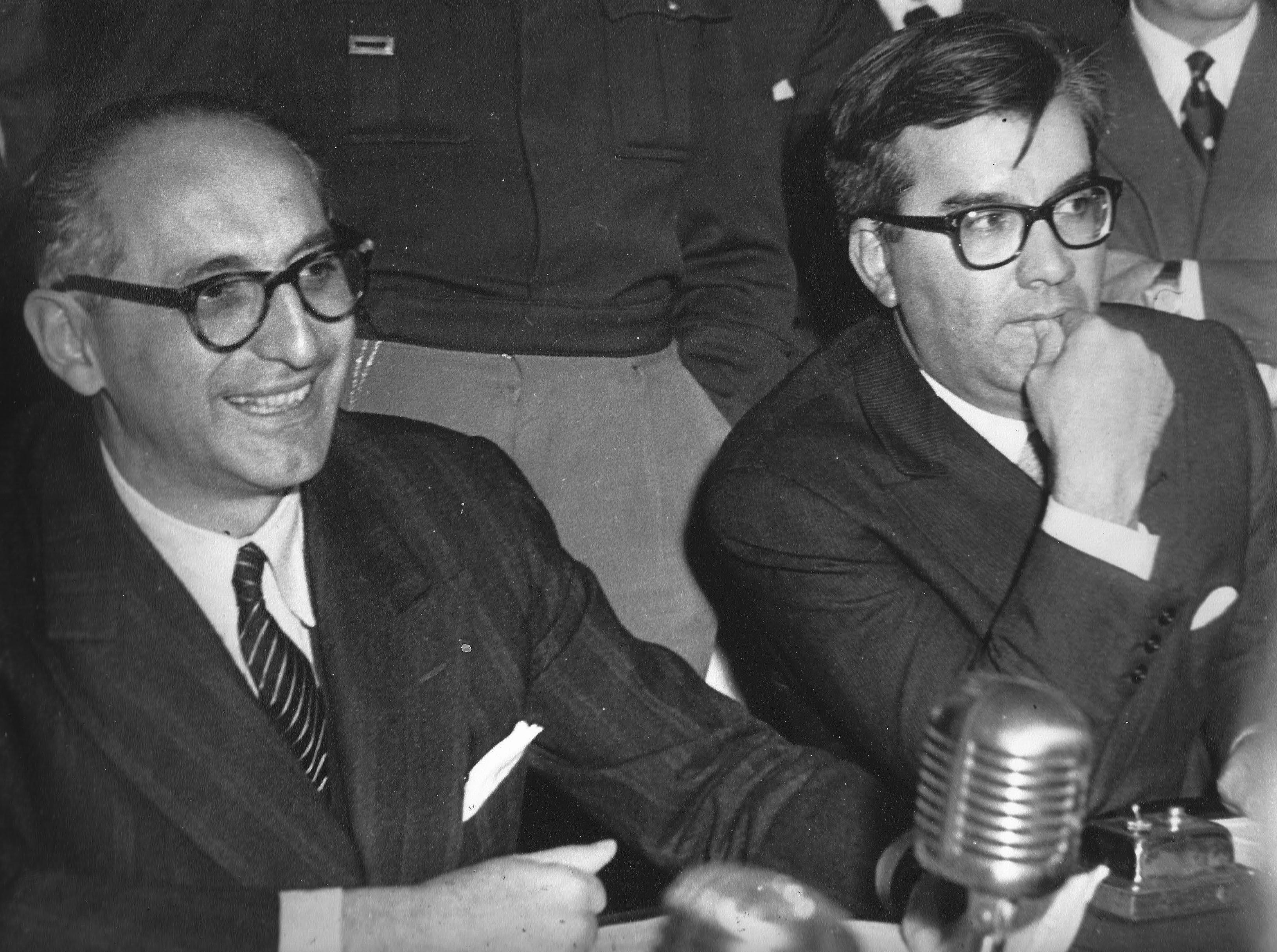
Dardo Cúneo, entonces secretario de Prensa, junto al presidente recién electo Arturo Frondizi.

Tras el triunfo de Arturo Frondizi, Cúneo se convirtió en el nuevo secretario de Prensa, con funciones de portavoz, tarea que desempeñó hasta 1959, cuando se trasladó a Washington para representar al Gobierno argentino ante la Organización de Estados Americanos (OEA). Junto a su familia, Cúneo vivirá en aquellos años en el exclusivo barrio de Georgetown, algo que le permitió una relación cercana con los intelectuales del Grupo Kennedy, en especial con Arthur M. Schlesinger Jr. y Adolf A. Berle y con diversos representantes de los gobiernos progresistas de América Latina.
Como miembro de la OEA participó en la comisión especial encargada de investigar el atentado contra su amigo y presidente de Venezuela Rómulo Betancourt. También en la Conferencia de Cancilleres realizada en Uruguay en 1962, recordada por la posición de Argentina contraria a la exclusión de Cuba del organismo internacional.
En aquellos años, Dardo Cúneo publicó varios libros donde profundizó su visión integradora de América Latina, en la cultura y la historia del continente. Entre ellos destacan Las nuevas fronteras, en la que presenta un panorama de la política exterior durante la presidencia de Frondizi, La batalla de América Latina, Aventura y letra de América Latina y, poco después, Breve Historia de América Latina.
Su trabajo en la OEA terminó bruscamente con el golpe de Estado militar del 29 de marzo de 1962, que acabó con el Gobierno de Frondizi. Un año antes, Frondizi había legalizado el Partido Peronista, proscrito desde 1955. En las elecciones de 1962, los justicialistas habían ganado en diez de las 14 provincias argentinas, incluida la provincia de Buenos Aires. Ante la negativa de anular las elecciones –aunque aceptó intervenir ocho provincias–, el presidente fue detenido por los militares y trasladado primero al sur y luego a la Isla Martín García.

### Pensamiento y visión de país
Derrocado el Gobierno de Frondizi, Dardo Cúneo volvió a la Argentina. Alejado de la militancia directa por discrepancias con las nuevas orientaciones del Movimiento de Integración y Desarrollo, nueva denominación de la tendencia liderada por Frondizi y Frigerio, edita en su editorial, Transición, el libro Petróleo y Nación, donde documenta la política energética durante el gobierno de Frondizi.
Volcado fundamentalmente en su actividad de escritor, con el apoyo de los equipos de investigación de la Confederación General Económica y el presidente de la institución, su antiguo amigo José Ber Gelbard, publica Comportamiento y crisis de la clase empresaria (1967), un análisis crítico sobre el comportamiento empresarial argentino y extranjero en las distintas etapas históricas del país, un libro citado repetidas veces en Las venas abiertas de América Latina, de Eduardo Galeano. Junto a su anterior trabajo, El desencuentro argentino (1964), son dos piezas fundamentales para entender los problemas argentinos, entre las inmensas posibilidades y riquezas del país, de su sociedad y de sus expresiones políticas.
En 1963, a petición de su amigo y presidente de la República Dominicana Juan Bosch, viajó al país caribeño junto con otros políticos latinoamericanos para desarrollar una escuela de formación de líderes campesinos. El golpe militar de septiembre de ese mismo año, que anulaba el primer experimento democrático tras 31 años de dictadura trujillista, lo sorprendió en la isla. Dardo Cúneo fue tomado prisionero en una de las escuelas rurales, pero consiguió escapar y llegar en barco a Puerto Rico.
Cuando José Ber Gelbard asumió el Ministerio de Economía de la Nación en 1973, durante el último gobierno de Perón, y a pesar de sus diferencias con el ejecutivo, Cúneo se convirtió en su asesor en políticas latinoamericanas, entre ellas la ruptura del bloqueo a Cuba y la ampliación de los contactos con los gobiernos progresistas de América.

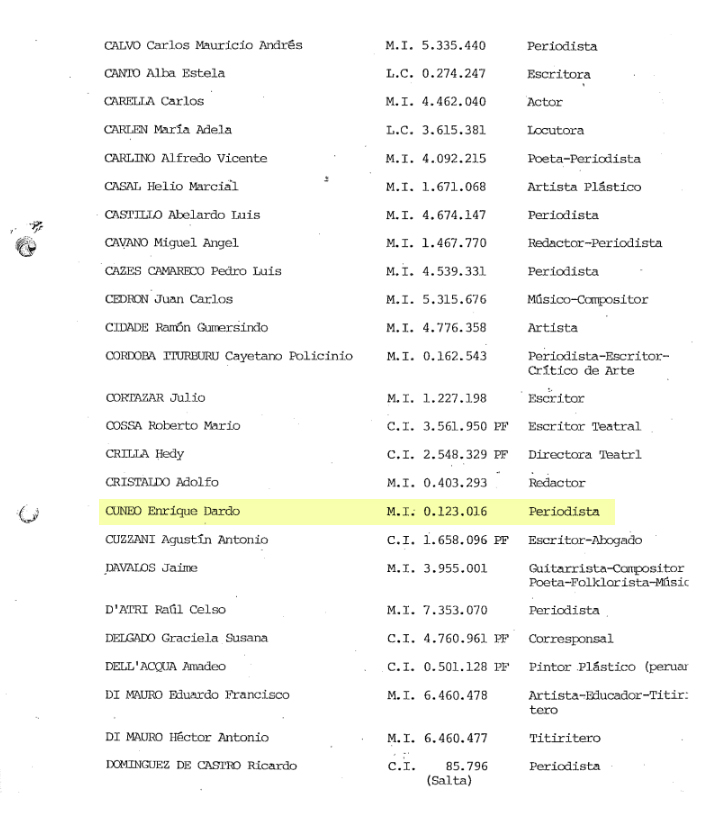
La primera "lista negra" del Gobierno militar encontrada data del 6 de abril de 1979 y contiene a 285 personas calificadas bajo la categoría "Fórmula 4", destinada a quienes según los militares registraban "antecedentes ideológicos marxistas".

### El exilio
Amenazado por la organización paramilitar Triple A durante el Gobierno de Isabel Perón y posteriormente incluido en la “lista negra” de intelectuales por el Gobierno militar bajo la "Fórmula 4", destinada a quienes según los militares registraban "antecedentes ideológicos marxistas", Dardo Cúneo se instaló en Venezuela, país al que se encontraba profundamente ligado a través de la amistad con el expresidente Rómulo Betancourt y con Raúl Nass, secretario de Presidencia durante el anterior gobierno de Rómulo Gallegos. 
En Caracas desempeñó una intensa labor en el ámbito de las políticas culturales. Fue asesor del Departamento de Coordinación Educativa del Instituto Nacional de Cultura y participó en la Comisión Preparatoria del Consejo Nacional de la Cultura, organizó cursos, seminarios y otras actividades de capacitación para la administración de diversos organismos culturales del país.
Durante esa época también dirigió la colección Biblioteca de Utopías de Monte Ávila Editores, donde se publicaron trabajos como Inventamos o erramos de Simón Rodríguez, tutor de Simón Bolívar, un trabajo fundamental para entender América desde diferentes perspectivas. Como agradecimiento a su labor, recibió la condecoración de la Orden de Andrés Bello.
En esos años de exilio, preparó los borradores de El último reportaje de John Reed, crónica-novela que discurre a través de toda la historia de América Latina, en la que, utilizando los recursos del realismo mágico, profundiza en la problemática del continente, mezclando en hechos reales, personajes y tiempos, las formas expresivas de los distintos castellanos propios de cada región de América Latina.
Tras su vuelta al país, entre 1980 y 1984, fue elegido presidente de la Sociedad Argentina de Escritores, un cargo que ya había ocupado entre 1971 y 1973. Durante la presidencia de Raúl Alfonsín, fue nombrado director de la Biblioteca Nacional, puesto que desempeñó entre 1985 y 1989.
En 1985, recibió el Premio de Honor de la Sociedad Argentina de Escritores y en 1999 el Premio a la Trayectoria del Fondo Nacional de las Artes.

Dardo Cúneo falleció en Buenos Aires el 14 de abril de 2011.
"Dardo es un hombre imprescindible, un hombre que supo de ausencias, presencias y exilios, como el buen argentino que es". Carlos Ulanovsky, periodista

### Relación con Fanny Speisky
Antes de viajar a España, en 1936, Dardo Cúneo había conocido a una joven y prometedora actriz llamada Fanny Speisky, aunque se presentaba en los escenarios con el nombre artístico de Fanny Yest (“aquí está” en ruso). En 1940 se casaron y tuvieron el primero de sus dos hijos, Dardo Gregorio. Marta Graciela nacería cuatro años después. Fanny Speisky desarrolló su carrera como actriz, tanto en el teatro como en el cine y en la radio hasta 1943, cuando distintas circunstancias le obligaron a abandonar su carrera artística, entre ellos motivos políticos y el sostenimiento del hogar.
Fanny Speisky fue la “eterna colaboradora en la sombra”, según relatan sus hijos. No sólo se encargó de la supervivencia de la familia en tiempos de grandes dificultades económicas –durante años Dardo Cúneo no pudo desempeñar su oficio de periodista por no estar afiliado al Partido Peronista–, sino también de ejercer labores de corrección y crítica literaria del trabajo de su esposo.  

## Obra
Dardo Cúneo es autor de más de 40 libros, sin contar con un enorme número de volúmenes publicados en colaboración o como prologuista, en los que se aprecia tanto un cuidado extremo por el estilo literario, como su implicación en la lucha por sus ideales socialistas.
Además de su trabajo como escritor, su carrera como periodista ha dejado miles de artículos repartidos en periódicos, revistas comerciales y en publicaciones militantes y de pensamiento.
El listado completo, se puede consultar en el Fondo Dardo Cúneo de la Biblioteca Nacional Argentina.

### Periodista
Durante los años 30 y 40, Dardo Cúneo publicó centenares de artículos en Crítica, La Razón, El Mundo, El Hogar, Mundo Argentino, La Vanguardia, Argentina Libre y Antinazi. A lo largo de aquellos años publicó tres libros titulados El militante, donde reunió artículos y entrevistas aparecidos en La Vanguardia y otras publicaciones socialistas, incluyendo el texto “Recuerdo y presencia de Mario Bravo”[20]. En el libro Buenos Aires, años 30 (1995), recoge algunas de las crónicas de la ciudad publicadas en los inicios de su carrera como periodista. En Extremos y plurales (1999) recoge textos aparecidos en La Vanguardia, Argentina Libre, El mundo y las publicaciones latinoamericanas Repertorio Americano, Humanismo y Zona Franca, entre otras.   
A finales de los 40 y a lo largo de la década de los 50, Cúneo continuará su actividad periodística en El Mundo y Esto Es, donde firma sus notas bajo su seudónimo más utilizado, Octavio Rodríguez Maure –muchas veces sólo con las iniciales ORM–, aunque aparecieron artículos suyos con los alias de Luis Alberto Debayle, Luis Alsua, Lucio Vidal López y Carlos Luis Acuña.
Tras su alejamiento del Partido Socialista, ejerció como director de Acción Socialista, un periódico del movimiento del mismo nombre que promovía la renovación socialista con una visión moderna de Argentina, en el marco de una integración americana.
Cúneo formó parte del equipo de dirección de la revista semanal Qué!, que aglutinó un número importante de políticos e intelectuales al margen de las formaciones partidarias tradicionales, origen del movimiento que llevó a Arturo Frondizi a la presidencia de la República.

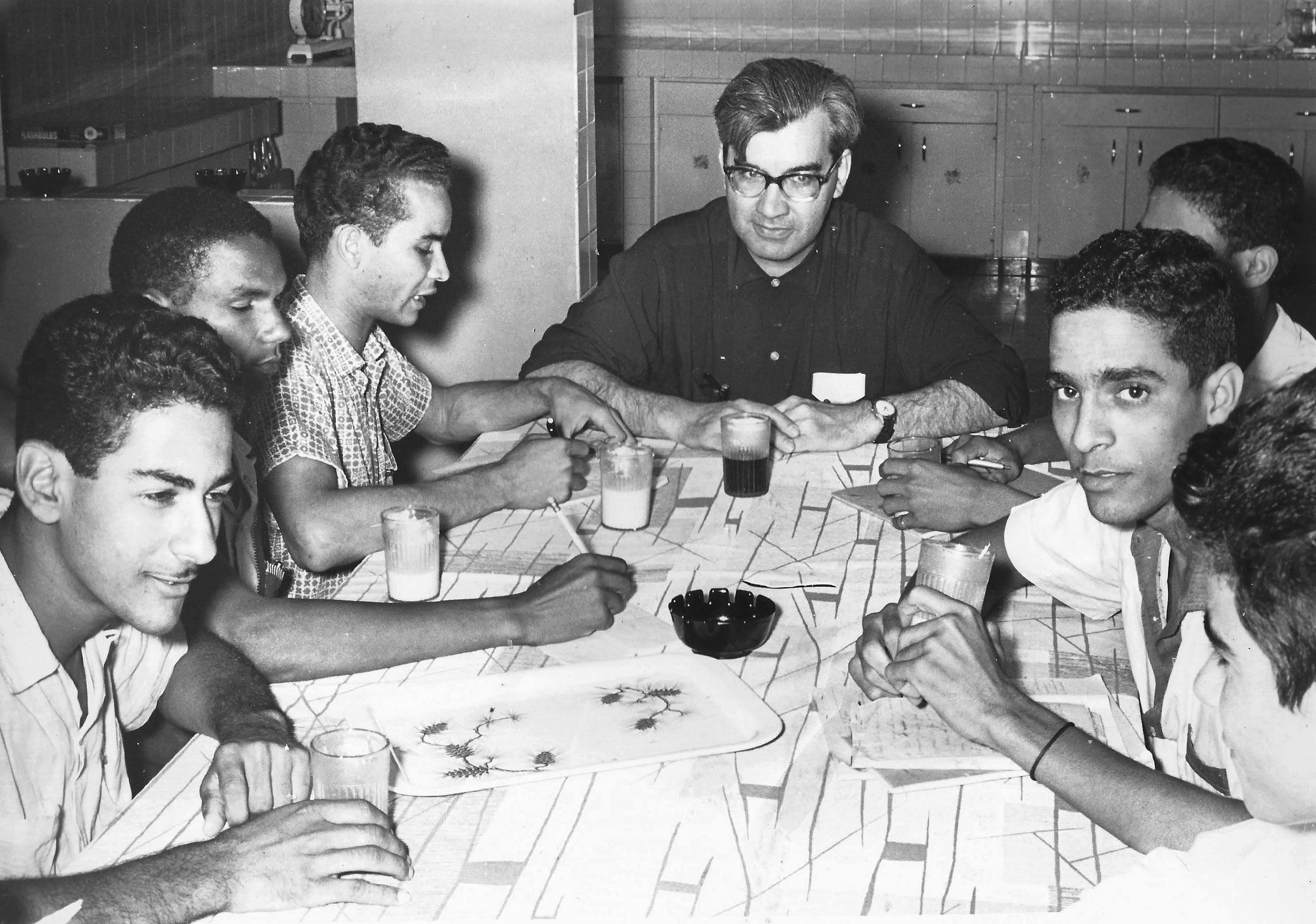
Dardo Cúneo en República Dominicana en 1963, en un curso de formación a militantes.

### Su relación con la Francmasonería
Cúneo fue un activo masón perteneciente al Gran Oriente Federal Argentino, una escisión de la Gran Logia de la Argentina del Rito Escocés Antiguo y Aceptado, cuyo cisma se produjo en 1936, como consecuencia de las posturas en pugna respecto a la Guerra Civil Española. Cúneo fue director de la Revista Liberalis, órgano del Gran Oriente Federal, a la cual contribuyó con muchos artículos y columnas de opinión.

### Ensayista e historiador
Dardo Cúneo, como ensayista, dio un impulso notable a la investigación literaria y contribuyó a la divulgación de la vida y obra de algunas de las figuras más brillantes del socialismo hispanoamericano, así como a la historia y la cultura argentina y latinoamericana. 
Además de sus numerosos ensayos políticos, biográficos e históricos, contribuyó al pensamiento latinoamericano con ensayos cortos publicados en las revistas Sur, dirigida por Victoria Ocampo, que nucleó a los intelectuales más significativos del momento, y en Cuadernos Americanos, publicación del Fondo de Cultura Económica de México, expresión intelectual y política de la lucha por la democracia y la integración americana, dirigida por el historiador y economista mexicano Jesús Silva Herzog.
- Esquemas americanos, Instituto Cultural Joaquín V. González, 1942.
- San Martín-Bolívar-Dorrego, el pensamiento civil de los grandes capitanes, Americalee, 1943.
- Juan B. Justo, Americalee, 1943.
- El primer periodismo obrero y socialista, La Vanguardia, 1945.
- Exposición y crítica, La Vanguardia, 1947.
- Los átomos. La gran aventura de la química, La Vanguardia, 1947.
- Sarmiento y Unamuno, Poseidón, 1948; Transición, 1955; Pleamar, 1963; Editorial de Belgrano, 1981; Universidad de Salamanca, 1996.
- El romanticismo político, Transición, 1955.
- Juan B. Justo y las luchas sociales en la Argentina, Alpe, 1956; Solar, 1997.
- La aventura de América, Perrot, 1957.
- Las nuevas fronteras, Transición, 1963.
- Manual para campesinos, Centro de Estudios y Documentación Social, México, 1963.
- La batalla de América Latina, Siglo Veinte, 1964.
- Aventura y letra de América Latina, Pleamar, 1964.
- El desencuentro argentino, 1930-1955, Pleamar, 1964.
- Informe: para latinoamericanos, para militares, sobre Argentina, Jorge Álvarez, 1966.
- Comportamiento y crisis de la clase empresaria, Pleamar, 1967; Centro Editor de América Latina, 1984.
- Breve historia de América Latina, Siglo Veinte, 1968.
- Leopoldo Lugones, Jorge Álvarez, 1968.
- Lisandro de la Torre, Galerna, 1968.
- Ensayos de concordia y discordia, Galerna, 1969.
- Las propias vanguardias, Ediciones Culturales Argentinas, 1973.
- Cultura, país y época, Transición, 1973.
- Cuaderno de Faustino Sarmiento, Papeles de la Colina, 1983.
- Mario Bravo, poeta y político, Centro Editor de América Latina, 1985.
- El periodismo de la disidencia social, 1858-1900, Centro Editor de América Latina, 1994.
- Dos ejercicios disidentes, Papeles de la Colina, 1997.
- Vida de San Martín, Biblioteca Nacional de Buenos Aires, 2009.

### Poesía
A lo largo de su carrera, Cúneo escribió diez libros de poesía, entre los que destacan Sonetos con Dios, Cancionero de frontera y anticipación y El fusilado. Este último poema contó con dos ediciones, una ilustrada por el pintor Luis Felipe Noé y la otra por Antonio Seguí. El poema, escrito en 1958, estuvo inspirado en los fusilamientos de militares peronistas de José León Suárez, tras un levantamiento fallido, según afirmó Noé. Sin embargo, las referencias cruzadas al fusilamiento de Manuel Dorrego están presentes en el poema. En la antología Experiencia de la poesía, se recoge prácticamente toda su obra poética.
- Cuaderno olvidado, Seoane, 1950.
- Cuaderno de milicia, Logos, 1952.
- El fusilado, Colombo, 1958.
- Dos versiones de Stephen Spender, Colombo, 1963.
- Cancionero de frontera y anticipación, Colombo, 1966.
- Seis sonetos con Dios, Colombo, 1967.
- Canciones del día siguiente, Colombo, 1974.
- Experiencia de la poesía, Agon, 1982.
- Puertas de Jerusalem, Papeles de la Colina, 1983.
- Cuadernos del Nuevo Mundo, Transición, 1992.

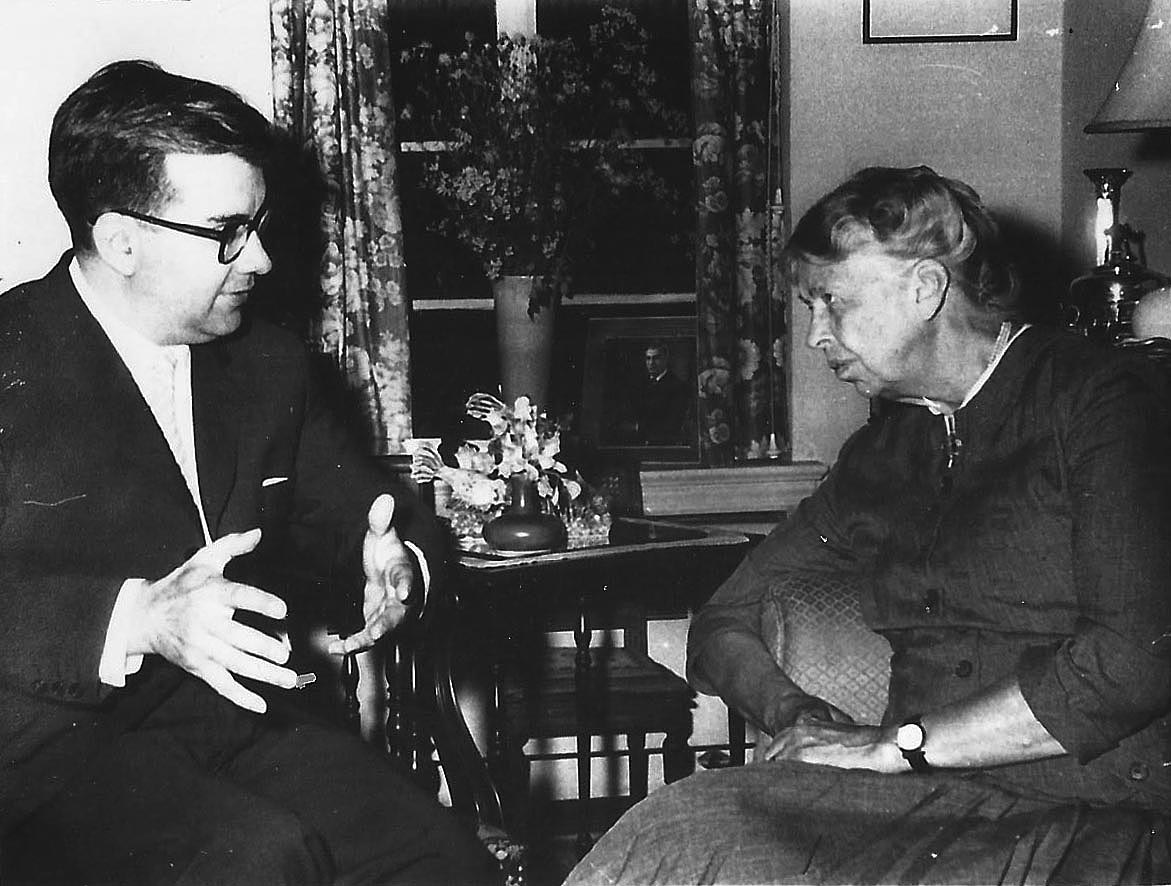
Dardo Cúneo, en su etapa de diplomático en Washington, hablando con Eleanor Roosevelt, política estadounidense, ex primera dama y viuda de Franklin D. Roosevelt.

### Cronista-novelista
- El militante, La Vanguardia, 1943.
- Frank Brown, Nova, 1944.
- El militante II, La Vanguardia, 1947.
- El militante III, La Vanguardia, 1950.
- Buenos Aires, años 30, Papeles de la Colina, 1995.
- Extremos y plurales, Fundación Bartolomé Hidalgo, 1999.
- El último reportaje de John Reed, Papeles de la Colina, 1994; Biblioteca Nacional, 2010.

### Fondo Dardo Cúneo en la Biblioteca Nacional
Con la donación de su archivo y de su biblioteca, la Biblioteca Nacional Mariano Moreno constituyó el Fondo Dardo Cúneo, que se encuentra abierto a la consulta pública.
Como parte del mismo proceso, la Biblioteca Nacional publicó en 2010 la versión definitiva de El último reportaje de John Reed, el brevísimo ensayo biográfico Vida de San Martin - Contada para los muchachos de América y el ensayo Sarmiento y Unamuno.

## Premios y reconocimientos
- Presidente de la Sociedad Argentina de Escritores (1971-73, 1980-82 y 1982-84).
- Orden de Andrés Bello (Venezuela) http://www.bn.gov.ar/descargas/salas/fondodardocuneo.pdf
- Director de la Biblioteca Nacional (1985-1989)
- Premio de Honor de la Sociedad Argentina de Escritores (1985)
- Premio a la Trayectoria del Fondo Nacional de las Artes (1999)
- Exposición y retrospectiva Dardo Cúneo, militante de la utopía (2003)
- Creación del Fondo Dardo Cúneo en la Biblioteca Nacional (2009)